# Salii

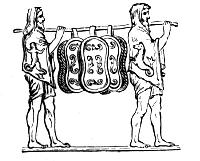
Salii-priesters dragen schilden (ancilia) tijdens hun optocht.

Het collegium Salii was een zeer oud priestercollege van tweemaal twaalf priesters (Salii Palatini en Quirinali) uit het antieke Rome, die krijgsdansen uitvoerden, oorspronkelijk ter ere van Mars en later ook ter ere van Quirinus.

## Geschiedenis

### Stichting door Numa Pompilius
De aanleiding tot de instelling van dit priestercollege wordt door de sage aldus medegedeeld: in het achtste jaar van de regering van Numa Pompilius woedde er een pest door geheel Italië en ook in Rome. Moedeloosheid had de bewoners bevangen. De vrome koning trachtte door gebeden de goden te bewegen hulp en redding aan te brengen. Toen hij eens (volgens de kalender op 1 maart) met opgeheven handen voor zijn paleis stond en wederom zijn gebeden ten hemel richtte, viel plotseling uit de lucht een koperen schild in zijn handen en tevens werd er een stem gehoord, die verkondigde, dat Rome, zolang het dit schild zou bewaren, bloeien en de machtigste van alle staten zou zijn. Numa Pompilius noemde het schild wegens de inhammen, die er aan beide kanten in werden aangetroffen, een ancile of ancilium en liet nu op raad van de nimf Egeria elf gelijke schilden maken, die met het oorspronkelijke in gedaante en grootte zo volkomen overeenkwamen, dat Numa Pompilius zelf dit niet meer van de overige onderscheiden kon. Als de vervaardiger van deze elf schilden noemde men Mamurius Veturius. De bewaking van die heilige schilden nu was toevertrouwd aan het priestercollege van de Salii. De door Numa Pompilius ingestelde Salii heetten Salii Palatini en waren gewijd aan Mars. Deze hadden een dienstlokaal (curia) op de Palatijn, waar de lituus (kromstaf van imperiumdrager of augures) van Romulus werd bewaard.

### Uitbreiding door Tullus Hostilius
Koning Tullus Hostilius voegde hier een tweede collegium bij, de Salii Quirinales, Agonales of Collini dat gewijd was aan Quirinus. Deze hadden een dienstlokaal (curia) op de Quirinaal. Oorspronkelijk was er een initiatierite verbonden aan de Salii, met de mysterieuze Saliae virgines, die in historische tijden werden gespeeld door actrices. Allen, die tot een van deze beide colleges behoorden, moesten van patricische afkomst zijn. Aan het hoofd van ieder stond een voorzitter (magister Saliorum). Hem volgde in rang de voordanser (praesul) en op deze de voorzanger (vates).

## Kledij

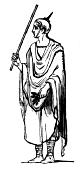
Een priester met spitse muts, staf en mantel (trabea).

Zij vierden het feest van de god door optochten, bij welke zij een eigenaardige kleding droegen, namelijk een tunica picta (Italische krijgstuniek) met een koperen gordel om het lijf gesloten en daarover de toga met de purperen rand (toga praetexta), welke alleen zij, die een hoge rang in de staat bekleedden, mochten dragen. Op hun hoofd droegen zij een spitse priestermuts, apex geheten, aan hun zijde hing een zwaard (gladius), in de rechterhand droegen zij een lans (hasta) en aan de linkerarm het ancile.

## Optocht
Op de eerste dag van de maand maart trokken de Salii naar het sacrarium Martialis in de Regia - waar ook de pontifex maximus (de opperpriester) woonde - en haalden de ancilia daarvandaan en trokken ermee door de straten. Bij die optocht voerden zij allerlei wapendansen uit, zich in snelle maat wendend en draaiend en daarbij oude liederen (axamenta, Carmen Saliare) zingende, waarvan men vermoedelijk in latere tijd zelfs de betekenis niet meer van wist (Livius I, 20 ; Dionys. II, 70.). De twee belangrijkste elementen hierbij waren het rondbewegen (movere) en reinigen (lustratio) van de ancilia van rituele verontreiniging.

## Opbergen schilden
Deze optochten, steeds gevolgd door maaltijden (cenae saliares), die bekend waren door de weelde en pracht daarbij ten toon gespreid, werden op de volgende dagen van de maand maart herhaald. In deze maand werd de tijd van de Salii door hetgeen zij als priesters te verrichten hadden in beslag genomen. Gedurende die feesttijd werden de schilden 's nachts in de woningen van bepaaldelijk daartoe aangewezen personen geborgen. Zo waren ze in het huis van Gaius Julius Caesar gebracht op de avond vóórdat hij werd vermoord. Hij was toen pontifex maximus. Waren alle feestelijkheden in de aan Mars gewijde maand maart afgelopen, dan werden de ancilia weer in hun gewone plaats in de Regia opgeborgen.

## Voor Mars als lentegod
Hoogstwaarschijnlijk heeft oorspronkelijk deze dienst van de Salii betrekking gehad op Mars als de god van de natuur en van het regelmatige verloop van het jaar. Het aantal van de twaalf schilden staat zonder twijfel in betrekking tot de twaalf maanden van het jaar en door het ronddragen daarvan in de lentemaand werd als het ware de welkomstgroet gebracht aan de zegenbrengende god van de lente. Dat die axamenta van de Salii waarschijnlijk in betrekking stonden tot de liederen van de fratres Arvales schijnt nog een bewijs te meer voor de nauwe betrekking van deze dienst op de oude natuurgod. Later is evenwel dit alles veranderd. Meer en meer nam Mars het woeste karakter aan van de Griekse Ares, en de Salii vierden in latere tijden hun feest ter ere van Mars Gradivus, d.i. van de god, die in de stormpas ten strijde voert.

## BeroemdeSalii
- Publius Cornelius Scipio Africanus maior

## Dagen waarop deSaliidansen
| feestdag     | datum    |
| Feriae Marti | 1 maart  |
| ?            | 9 maart  |
| Tubilustrum  | 23 maart |